# Kamienny Grzbiet
Kamienny Grzbiet (niem. Die Steiner-Berge) – długi, wyrównany grzbiet z kilkoma niezbyt wyraziście zaznaczonymi kulminacjami: 462, 428 i 426 m n.p.m., który też nosi odrębną nawę Ścianki. Ciągnie się od Zagajnika na północnym zachodzie, pomiędzy doliną Duny Górnej na południu i Duny Dolnej na północy, na Wysoczyźnie Łomnicy w Rowie Górnej Nysy.
Zbudowany jest z górnokredowych piaskowców, opada dość stromym, miejscami nawet urwistym zboczem do podcinającej go od południa Duny Górnej, natomiast ku północy obniża się bardzo łagodnie. Grzbiet i południowe zbocze porasta las świerkowy i świerkowo-sosnowy, natomiast zbocza północne zajmują w większości użytki rolne. Czasami wschodnia, rozleglejsza, lecz niższa część Kamiennego Grzbietu pomiędzy Starkówkiem a szosą łączącą Starków ze Starą Łomnicą bywa określana mianem Gór Ściennych.